# Rõuge-folyó
A Rõuge-folyó a Rõuge felszíni vizeit vezeti el Észtország délkeleti részén, Võru várostól délnyugatra, Võru megyében. A vízfolyás mintegy 26 kilométer hosszú és 68 km² vízgyűjtő területtel rendelkezik.

## Fordítás
Ez a szócikk részben vagy egészben  a   Rõuge jõgi című észt Wikipédia-szócikk ezen változatának fordításán alapul.  Az eredeti cikk szerkesztőit annak laptörténete sorolja fel. Ez a jelzés csupán a megfogalmazás eredetét és a szerzői jogokat jelzi, nem szolgál a cikkben szereplő információk forrásmegjelöléseként.